# Plebejus argyra
Plebejus argyra är en fjärilsart som beskrevs av Johann Andreas Benignus Bergsträsser 1779. Plebejus argyra ingår i släktet Plebejus och familjen juvelvingar. Inga underarter finns listade i Catalogue of Life.